# Timiș 2
Als Timiș 2 oder Timiș II wird eine 541 Triebwagen und 530 Beiwagen umfassende Serie rumänischer Großraum-Straßenbahnzüge bezeichnet, umgangssprachlich oft auch Timiș-Züge oder Timiș-Wagen genannt. Sie wurden in den Jahren 1970 bis 1990 in Timișoara im Banat hergestellt. In normalspuriger Ausführung entstanden dabei 446 Triebwagen und 435 Beiwagen, in meterspuriger Variante 95 Triebwagen und 95 Beiwagen. Die exakten technischen Bezeichnungen lauteten TM 69 E (Tramvai Motor 69 E) für die Triebwagen und TR 69 E (Tramvai Remorcă 69 E) für die Beiwagen, wobei sich die Zahl 69 auf das Konstruktionsjahr 1969 bezieht.
Der Prototyp und die ersten Serienfahrzeuge entstanden dabei noch in Eigenregie der heutigen Verkehrsgesellschaft Societatea de Transport Public Timișoara (S.T.P.T.), damals noch als I.T.T. (bis 1973) beziehungsweise I.T.C.V.T.T. (ab 1973) bezeichnet. Die spätere Massenfertigung wurde schließlich 1977 dem 1959 gegründeten Maschinenbauunternehmen Electrometal Timișoara übertragen, abgekürzt Eltim.
Straßenbahnzüge des Typs Timiș 2 waren früher in Rumänien sehr stark verbreitet, sie kamen außer bei der Straßenbahn Timișoara selbst in insgesamt zehn weiteren rumänischen Straßenbahnbetrieben zum Einsatz. Lediglich in der Hauptstadt Bukarest sowie in den Betrieben Constanța, Botoșani und Brașov waren sie nie anzutreffen.
Nach der rumänischen Revolution von 1989 und dem darauf folgenden wirtschaftlichen Umbruch beendete Electrometal Timișoara 1990 aufgrund wirtschaftlicher Probleme die Produktion von Schienenfahrzeugen, das Unternehmen selbst existiert jedoch als Hersteller für Hausgeräte bis heute. Ab Mitte der 1990er Jahre wurden die Timiș-2-Züge dann in allen Einsatzbetrieben durch gebrauchte Straßenbahnfahrzeuge aus Westeuropa ersetzt. Im planmäßigen Fahrgastbetrieb kamen sie zuletzt im Juni 2011 bei der Straßenbahn Cluj-Napoca zum Einsatz. Sehr viele Fahrzeuge des Typs Timiș 2 erreichten damit nur eine vergleichsweise kurze Lebensdauer. Dies betrifft insbesondere die zuletzt produzierten Züge, die in der zweiten Hälfte der 1980er Jahre entstanden.
Charakteristisch für die Timiș-2-Baureihe war ihre spartanische Inneneinrichtung, der hohe Stehplatzanteil bedingt durch den 1+1-Sitzteiler, die vergleichsweise schwache Motorisierung sowie der kontinuierlich hohe Schadbestand. Mitte der 1990er Jahre schätze man diesen beispielsweise auf fünfzig Prozent. Eine Schätzung des Jahres 1992 geht sogar davon aus, dass die Züge damals „bestenfalls noch zu einem Drittel einsetzbar“ waren. Ebenso typisch war die mangelnde Versorgung mit Ersatzteilen durch den Hersteller. Verstärkt wurden diese Effekte durch die extrem hohe Beanspruchung der Fahrzeuge während der rumänischen Energiekrise in den 1980er Jahren sowie die fehlende Erfahrung der Werkstätten in den ebenfalls in dieser Phase neu eröffneten Straßenbahnbetrieben.

## Vorgeschichte

### Tradition des Straßenbahn-Fahrzeugbaus in Timișoara
Bereits im Jahr 1914 – damals gehörte Timișoara noch zu Österreich-Ungarn – begannen die örtlichen Verkehrsbetriebe damit, Straßenbahnfahrzeuge in Eigenregie herzustellen. Zunächst entstanden auf diese Weise nur die drei Beiwagen 01 bis 03, ab 1922 mit dem Typ DII dann – unter Weiterverwendung altbrauchbarer elektrischer Ausrüstungen – erstmals auch Triebwagen. Ab 1948 baute die Timișoaraer Straßenbahngesellschaft schließlich nach dem Vorbild des Schweizer Standardwagens die ersten modernen vierachsigen Großraumwagen Rumäniens, den Typ Gb 2/2. Von dieser Baureihe wurden bis 1954 insgesamt jedoch nur sieben Fahrzeuge hergestellt.
Später konzentrierte man sich dann auf die Rekonstruktion älterer Zweiachser mit Holzaufbauten, die neue Stahlaufbauten erhielten. Zunächst entstanden dabei zwischen 1958 und 1961 die 26 Triebwagen des Typs Pionier, anschließend in den Jahren 1962 bis 1964 die neun Triebwagen des Typs T1-62 beziehungsweise von 1962 bis 1966 die neun Beiwagen des Typs R.1. Mit den T1-62-Triebwagen nutzte man dabei erstmals die Gelegenheit, mit der Typenbezeichnung auf den Produktionsstandort der Fahrzeuge hinzuweisen, indem diese ab Ende der 1960er / Anfang der 1970er Jahre alternativ auch als Timiș 1 bezeichnet wurden. Timiș ist ein Banater Fluss, seine deutsche Bezeichnung lautet Temesch. Gemeint ist in diesem Fall jedoch der nach dem Fluss benannte Kreis Timiș, der seit 1968 besteht und dessen Hauptstadt Timișoara ist.
Allen bis 1966 in Timișoara produzierten Straßenbahn-Fahrzeugen ist gemeinsam, dass sie nur in Kleinserien entstanden und sich die Produktion dennoch über mehrere Jahre hinweg erstreckte. Die Herstellung größerer Stückzahlen wäre in den beengten Werkstätten des Straßenbahndepots am Bulevardul Take Ionescu im Stadtteil Fabric logistisch auch nicht möglich gewesen. Vor allem weil die Fertigung parallel zum regulären Instandhaltungs- und Fahrbetrieb erfolgte. Erst mit dem neuen Typ Timiș 2 begann die industrielle Massenproduktion, mit den Umbauwagen der nominellen Vorgängerbaureihe Timiș 1 hatten die neuen Wagen jedoch – außer dem Produktionsstandort – keinerlei Gemeinsamkeiten.
Darüber hinaus existierten in den Jahren 1965 bis 1967 Planungen zum Bau des ersten rumänischen Straßenbahngelenktriebwagens mit dem Projektnamen Tramvai articulat 65, kurz TA-65, die aber nicht verwirklicht wurden. Der dreitürige Wagen hätte 25 Meter lang sein und 200 Personen befördern sollen.

### Ausgangslage und wirtschaftliche Rahmenbedingungen

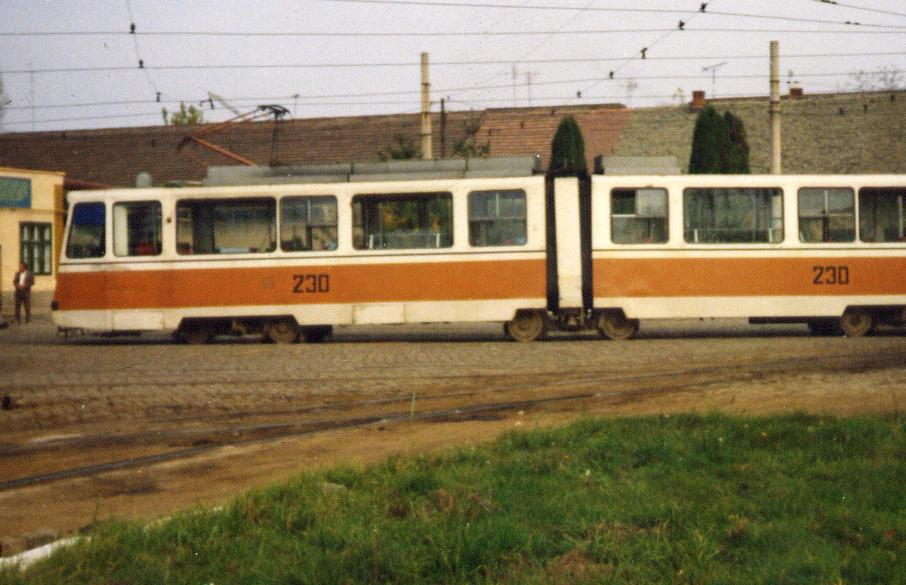
Stets ein Einzelstück blieb der Gelenkwagen-Prototyp 230

Hauptgrund für die Konstruktion eines eigenen Straßenbahntyps in Timișoara war der zum damaligen Zeitpunkt stark überalterte Wagenpark der örtlichen Verkehrsbetriebe. Es dominierten damals zweiachsige und teilweise sehr alte Fahrzeuge, die dem neuen Stellenwert der Straßenbahn als Massentransportmittel einer damals stark prosperierenden Großstadt nicht mehr länger gerecht wurden. Ebenfalls ausschlaggebend waren die teilweise sehr engen Radien im Netz der Straßenbahn Timișoara. Sie wären nicht für alle damals auf dem Straßenbahnfahrzeugmarkt erhältlichen Typen geeignet gewesen. Diese Anforderung spiegelt sich in der vergleichsweise kurzen und schmalen Konstruktion der Timiș-2-Wagen wider.
Von Beginn an war vorgesehen, den neuen Typ auch an andere rumänische Betriebe zu liefern, zusätzlich sah man auch Chancen zum Export. Hierzu befand sich das Produkt in den Verzeichnissen des Bukarester Außenhandelsunternehmens MECANO Exportimport, wenngleich letztlich kein einziger ausländischer Betrieb von diesem Angebot Gebrauch machte. Auch die Produktion von Gelenkwagen war weiterhin geplant, diese kam jedoch später über zwei 1982 und 1985 fertiggestellte Prototypen mit den Typenbezeichnungen V2 und V2C nie hinaus. Nachdem Astra aus Arad und Electroputere aus Craiova schon seit den 1950er Jahren keine neuen Straßenbahnwagen mehr herstellten, gab es damals mit der Hauptwerkstätte der Bukarester Straßenbahn und den Verkehrsbetrieben in Timișoara nur noch zwei nationale Straßenbahn-Fahrzeugproduzenten. Aus der Hauptstadt kam dabei die Gelenkwagen-Typenfamilie V2A, V2B, V3A und V3B, die von 1971 bis 1992 und damit weitgehend parallel beziehungsweise in Konkurrenz zum Timiș 2, produziert wurde. Tschechoslowakische Tatra-Straßenbahn-Wagen importierte Rumänien hingegen – im Gegensatz zu anderen RGW-Staaten – nur in kleineren Stückzahlen und nur zwischen 1971 und 1981.

## Beginn der Timiș-2-Produktion
Im Jahr 1969 begannen die Vorbereitungen für die Produktion des neuen Typs, Ende Juli 1970 konnte der weitgehend fertiggestellte Prototyp-Triebwagen erstmals der lokalen Presse vorgeführt werden. Dieser unternahm schließlich am 1. Dezember 1970 seine erste Probefahrt außerhalb des Depots. Anschließend entstand der erste zugehörige Beiwagen, so dass letztlich im April 1971 der erste komplette Zug den Testbetrieb aufnahm. Für die anfänglichen nicht-öffentlichen Testfahrten hatten beide Wagen noch keine Betriebsnummer.
Dieser erste Timiș-2-Zug entstand – wie alle bisher in Timișoara gebauten Fahrzeuge – ebenfalls noch in den Werkstätten des Depots Nummer 1 am Bulevardul Take Ionescu. Für die Konstruktion verantwortlich war der direkt beim Unternehmen angestellte Ingenieur Gheorghe Bihoi, unter Mitwirkung einer Gruppe von Technikern und Ingenieuren der Verkehrsgesellschaft sowie der Polytechnischen Universität Timișoara. Die Drehgestelle lieferte das Bukarester Fahrzeugbauunternehmen Intreprinderea de Reparaţii Auto Griviţa (I.R.A. Griviţa) zu. Dieses firmierte zeitweise unter der Bezeichnung Centralei Industriale de Reparaţii Auto (C.I.R.A.) und stellte auch die weitgehend baugleichen Drehgestelle für die Bukarester Gelenkwagen her.
Während sich der Verkehrsbetrieb um die behördliche Zulassung des Prototypzugs bemühte, welche die Behörden letztlich nach dem Abschluss der Erprobungsphase am 18. Januar 1972 erteilten, entstand in den Jahren 1971 und 1972 am südlichen Stadtrand südlich des Bulevardul Dâmbovița eine neue Straßenbahn-Produktionshalle mit einem Gleisanschluss an das Straßenbahnnetz. Sie befand sich in direkter Nachbarschaft zum gleichfalls 1972 in Betrieb genommenen neuen Straßenbahndepot. In diesem Werk – wo auch alle weiteren Wagen entstanden – begann schließlich 1972 mit dem Bau des zweiten und dritten Zugs die Serienfertigung.
Um den Aufbau der Fabrikation nach westeuropäischen Standards sicherzustellen, waren zuvor schon ab 1970 für die Dauer von zwei Jahren 40 Facharbeiter, Techniker und Ingenieure aus der Bundesrepublik Deutschland zu Gast in Timișoara. Im Gegenzug lieh die Întreprinderea de Transport Timișoara (I.T.T.), ebenfalls Anfang der 1970er Jahre, eigene Arbeitskräfte an die Münchner Verkehrsgesellschaft aus. Sie halfen die dortigen M-Wagen auf schaffnerlosen Betrieb umzubauen. Die Zusammenarbeit mit Deutschland brachte auch die Verwendung moderner Baugruppen und Komponenten mit sich. Darunter die Ausstattung der ersten Züge mit einer elektrischen Ausrüstung des Unternehmens Kiepe Electric aus Düsseldorf, hierbei kam ein Fahrschalter zum Einsatz, der über 20 Fahr- sowie 17 Bremsstufen verfügte, oder die erstmalige Verwendung von Einholmstromabnehmern bei einem in Rumänien gebauten Schienenfahrzeug.
Die ersten Timiș-2-Züge gingen schließlich Ende des Jahres 1972 in den regulären Linienbetrieb. Das Verkehrsunternehmen änderte im Zusammenhang mit der Aufnahme der Herstellung von Straßenbahnwagen in größerem Stil auch seinen Namen. Es hieß ab 1973 Întreprinderea de Transport și Construcții Vagoane de Tramvai Timișoara, kurz I.T.C.V.T.T. Um die Herstellung der Straßenbahnwagen weiter zu professionalisieren – die Serienfertigung kam zuvor nur sehr schleppend in Gang – trennte das Unternehmen daher 1977 die Fahrzeugherstellung organisatorisch vom Straßenbahnbetrieb. Für die Produktion war seitdem Electrometal Timișoara zuständig, die Verkehrsgesellschaft selbst firmierte fortan nur noch als Întreprinderea de Transport în Comun Timișoara, kurz I.T.C.T.

### Serienfertigung für Timișoara

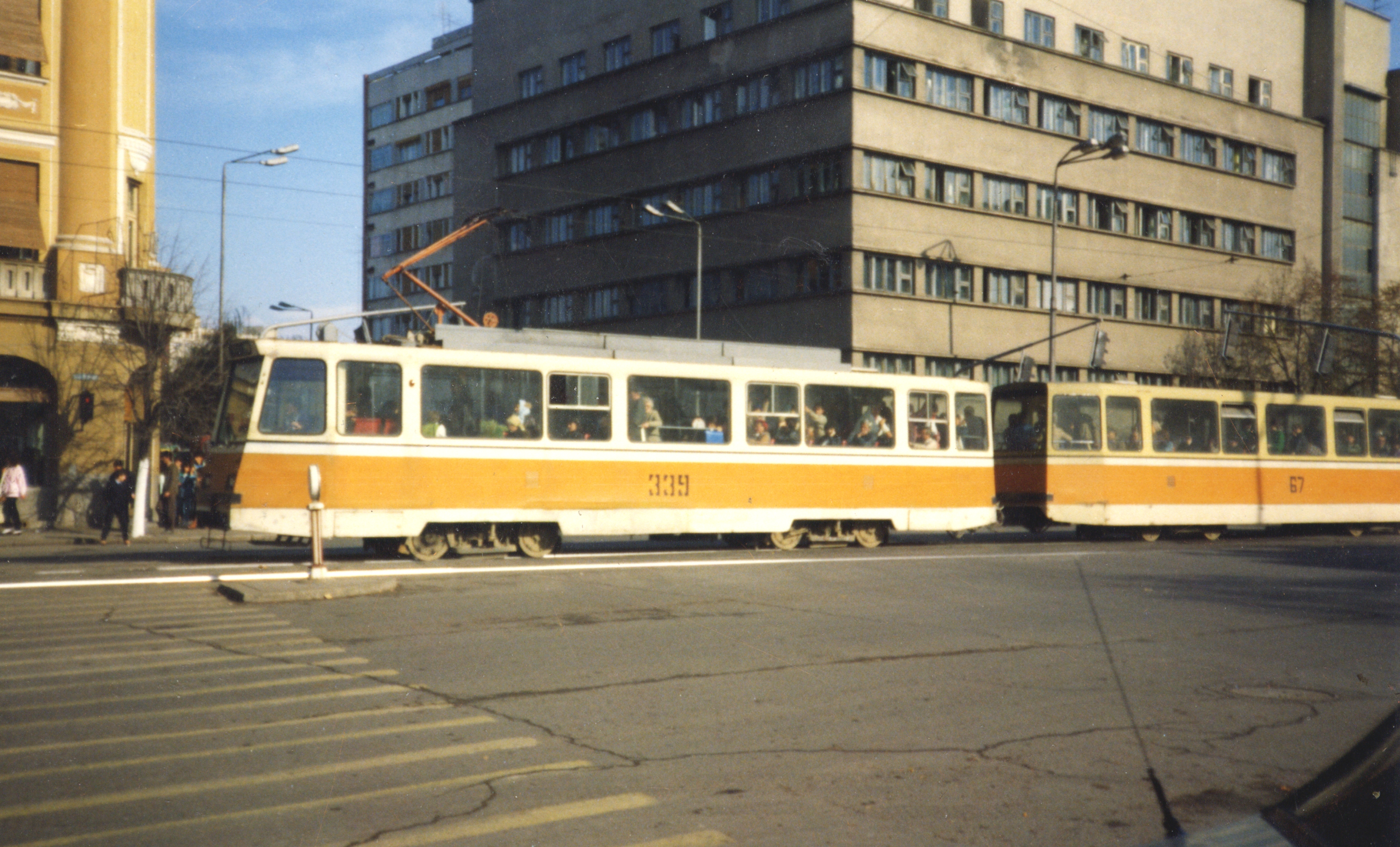
Timișoara: Zug 339-67 im Oktober 1989; wie damals üblich, ist er unpassend zusammengestellt

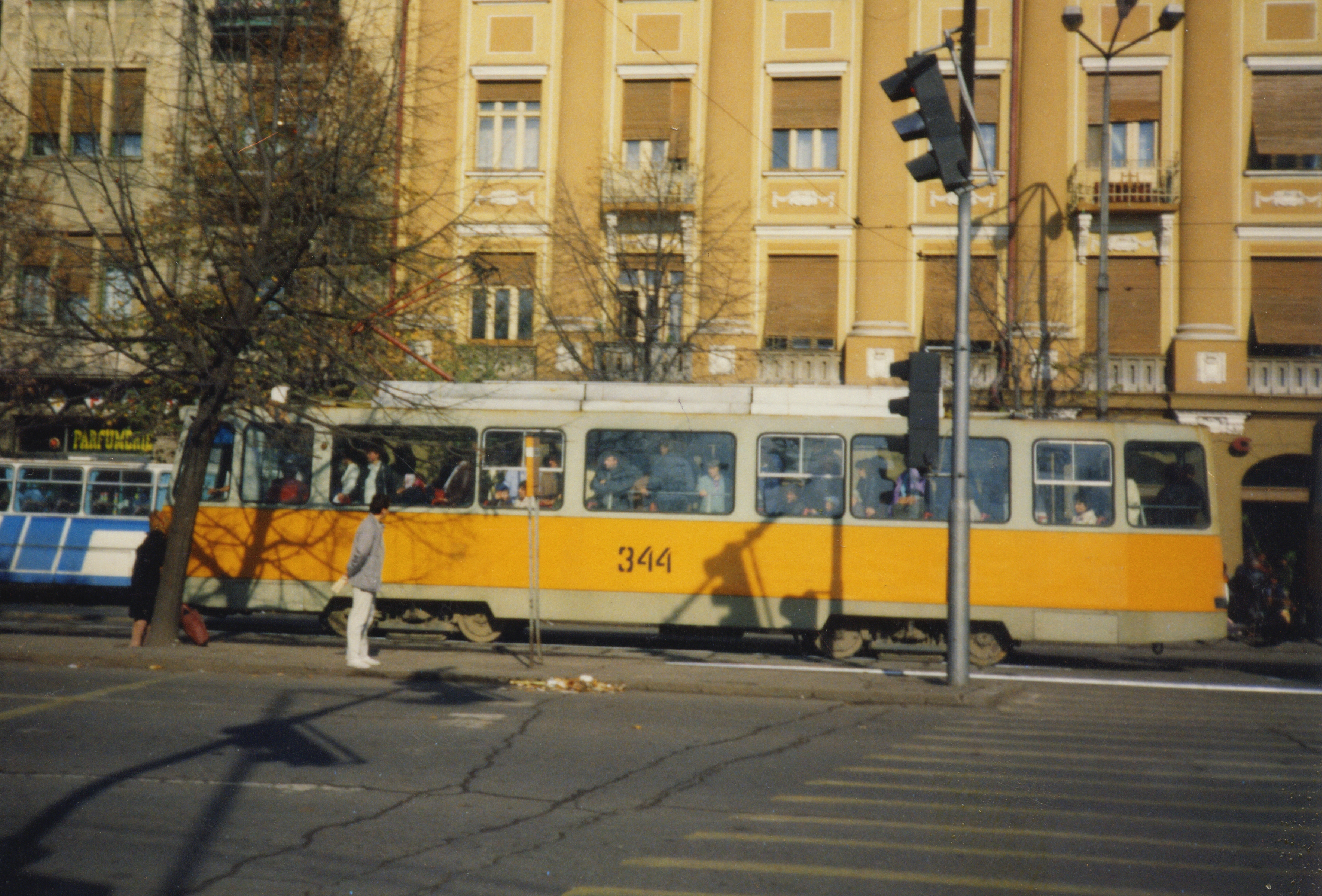
Timișoara im Oktober 1989: Wagen 344 (Baujahr 1986) im modifizierten Lackierungsschema der späten 1980er Jahre

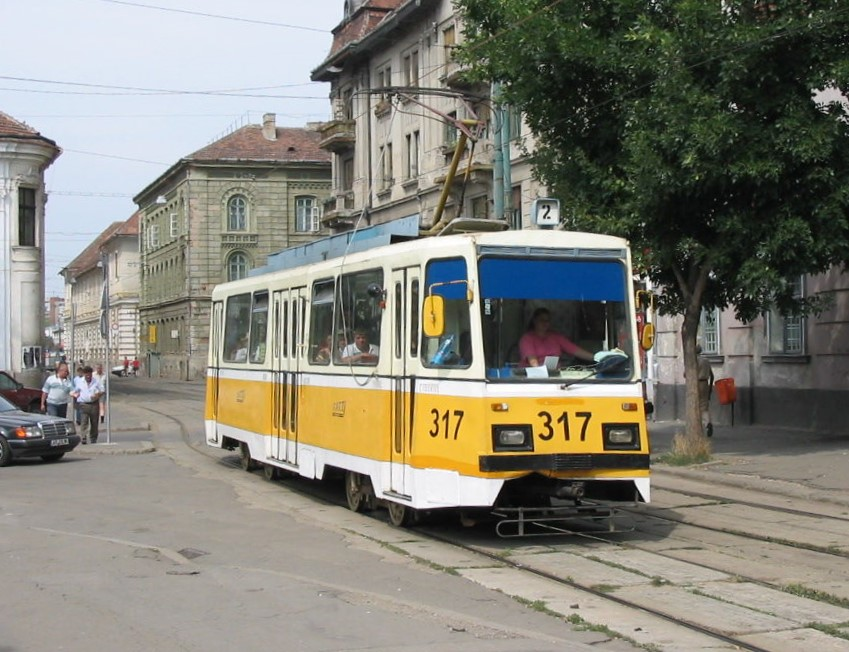
2003: solo fahrender Timiș 2 in Timișoara

Knapp ein Viertel der Timiș-2-Gesamtproduktion gelangte nach Timișoara selbst, wo sie unter einer elektrischen Spannung von 600 Volt liefen. Insgesamt erhielten die örtlichen Verkehrsbetriebe 133 Triebwagen und 122 Beiwagen fabrikneu, die Nummerierung der Triebwagen erfolgte dabei im Anschluss an die 20 Großraumwagen des Typs V954 (210 bis 229):
| Baujahr | Anzahl Tw | Nummern Tw     | Anzahl Bw | Nummern Bw | Bemerkungen                                                                                  |
| ------- | --------- | -------------- | --------- | ---------- | -------------------------------------------------------------------------------------------- |
| 1970    | 01        | 231            | 0–        | –          | Prototyp, ursprünglich mit Neonbeleuchtung, bis 1972 ohne Betriebsnummer                     |
| 1971    | 0–        | –              | 01        | 1          | Prototyp, ursprünglich mit Neonbeleuchtung, bis 1972 ohne Betriebsnummer                     |
| 1972    | 02        | 232–233        | 02        | 2–3        |                                                                                              |
| 1973    | 05        | 234–238        | 05        | 4–8        |                                                                                              |
| 1974    | 10        | 239–248        | 10        | 9–18       | ab 245–15 mit rumänischer Elektrik                                                           |
| 1975    | 17        | 249–265        | 17        | 19–35      | Beginn der Produktion für andere Betriebe                                                    |
| 1976    | 24        | 266–289        | 24        | 36–59      |                                                                                              |
| 1977    | 22        | 290–311        | 22        | 60–81      | Übertragung der Produktion an Electrometal Timișoara                                         |
| 1978    | 08        | 312–319        | 08        | 82–89      |                                                                                              |
| 1979    | 06        | 320–325        | 06        | 90–95      |                                                                                              |
| 1980    | 0–        | –              | 0–        | –          |                                                                                              |
| 1981    | 0–        | –              | 0–        | –          |                                                                                              |
| 1982    | 05        | 326–330        | 01        | 96         | ab Zug 326–96 mit Facelift                                                                   |
| 1983    | 03        | 331–333        | 0–        | –          |                                                                                              |
| 1984    | 0–        | –              | 0–        | –          |                                                                                              |
| 1985    | 07        | 312II, 334–339 | 03        | 107–109    | Wagen 312II ersetzte den zuvor bei einem Unfall ausgebrannten ersten Wagen mit dieser Nummer |
| 1986    | 07        | 340–346        | 07        | 110–116    | ab Zug 343–113 mit modifizierter Lackierungsvariante                                         |
| 1987    | 0–        | –              | 0–        | –          |                                                                                              |
| 1988    | 05        | 347–351        | 05        | 117–121    | mit modifizierter Lackierungsvariante                                                        |
| 1989    | 08        | 352–359        | 08        | 122–129    | mit modifizierter Lackierungsvariante                                                        |
| 1990    | 03        | 361–363        | 03        | 131–133    | mit modifizierter Lackierungsvariante                                                        |

Von 1988 bis 1995 bestand schließlich fast der gesamte Wagenpark der Straßenbahn Timișoara aus dieser Baureihe. Ausgenommen hiervon war lediglich der Gelenkwagen 230, der aber 1992 bereits abgestellt war. Als Besonderheit verkehrte der 1990 gebraucht aus Reșița übernommene Zug 360–130 dabei einige Zeit in den Originalfarben der dortigen Straßenbahn, bis er – spätestens 1998 – in das in Timișoara übliche Farbschema umlackiert wurde. Buchmäßig gehörte er dabei noch bis mindestens Ende 1996 der Reșițaer Verkehrsgesellschaft Prescom.
1995 begann die damalige Regia Autonomă de Transport Timișoara damit, ihre Timiș-2-Züge durch gebrauchte Fahrzeuge aus Bremen und Karlsruhe zu ersetzen. Ab 2000 folgten dann weitere Gebrauchtfahrzeuge aus München, Frankfurt am Main und Düsseldorf. Seit Mitte der 2000er Jahre werden in Timișoara infolgedessen gar keine Timiș-2-Züge mehr im planmäßigen Fahrgastverkehr eingesetzt. Reguläre Züge aus Triebwagen und Beiwagen kamen zuletzt im Juli 2004 auf den Linien 4 und 10 zum Einsatz.
Acht Triebwagen gingen schließlich einige Monate später noch einmal in Betrieb und verkehrten baustellenbedingt als Heck-an-Heck gekuppelte Zweiwagenzüge im Pendelverkehr. Zum einen betraf dies zwischen dem 28. November 2004 und dem 16. September 2005 den Zug 319-351 auf der temporären Linie 1 barat, zum anderen pendelten zwischen Juni und August 2005 die drei Gespanne 311-346, 343-353 und 338-360 auf einem Teilstück der Linie 4.
Der Großteil der Wagen wurde nach Außerdienststellung verschrottet. Einige wenige Fahrzeuge sind jedoch als Arbeits- und Dienstfahrzeuge weiterhin sporadisch im Einsatz, darunter jedoch nur Triebwagen. Prinzipiell profitierte die Straßenbahn Timișoara bezüglich der Timiș-2-Züge stets von der räumlichen und organisatorischen Nähe zur Herstellerfirma, die Ersatzteilversorgung und das Know-how war somit deutlich besser als in den anderen Einsatzbetrieben der Baureihe.

### Einsatz in Timișoara
Die neuen Timiș-2-Züge kamen anfangs – das heißt ab Ende 1972 – nur auf der Linie 2 zum Einsatz. Jedoch hatten sie von Beginn an mit technischen Problemen zu kämpfen. So waren beispielsweise im Mai 1974 von den damals 13 vorhandenen Garnituren nur drei bis vier gleichzeitig in Betrieb. Auch das Magazin Stadtverkehr bestätigt diesen Eindruck einige Monate später. Dort wird in der September-Ausgabe berichtet, dass die nach wie vor 13 Züge weiterhin derart störanfällig sind, dass jeweils nur zwei bis drei Einheiten im Einsatz stehen.
Anschließend folgte am 15. August 1975 die Einführung auf den anderen beiden Hauptlinien 1 und 6. Im Januar 1977 verkehrten auf den Linien 1 und 2 nur noch Timiș 2, während auf der etwas weniger stark frequentierten Linie 6 noch partiell Altbauwagen aushelfen mussten. Nachdem im Laufe des Jahres 1977 auch letztere Route vollständig mit den neuen Fahrzeugen bestückt werden konnte, stand als nächstes – ebenfalls ab 1977 – die Linie 8 an. Anschließend folgte die – im Jahr 1976 zur wichtigen Durchmesserlinie mutierte – Linie 4. Zuvor musste allerdings noch ab Herbst 1977 die alte Eisenbahnunterführung in der Strada Coriolan Brediceanu umgebaut werden, die für die Einholmstromabnehmer der modernen Triebwagen zu niedrig war. Nach dem Abschluss dieser Maßnahme konnten am 1. Juni 1978 auch die Linie 4 sowie deren Verstärkerlinie 4 barat – die am gleichen Tag in Linie 2 umbenannt wurde – auf Timiș 2 umgestellt werden. Es folgten schließlich 1982 die Linie 7 und 1985 die Linie 3. Auf der 1987 eingerichteten Verstärkerlinie 4 rot sowie der 1989 eröffneten Tangentiallinie 9 fuhren hingegen von Beginn an Timiș 2. 1992 stattete die R.A.T.T. dann auch die – nach vier Jahren Betriebseinstellung wiedereröffnete – Linie 5 mit den Großraumwagen aus. Letztes neues Einsatzgebiet für die Timiș-2-Züge war schließlich die 1997 eingerichtete Verstärkerlinie 10.

## Serienfertigung für andere Städte

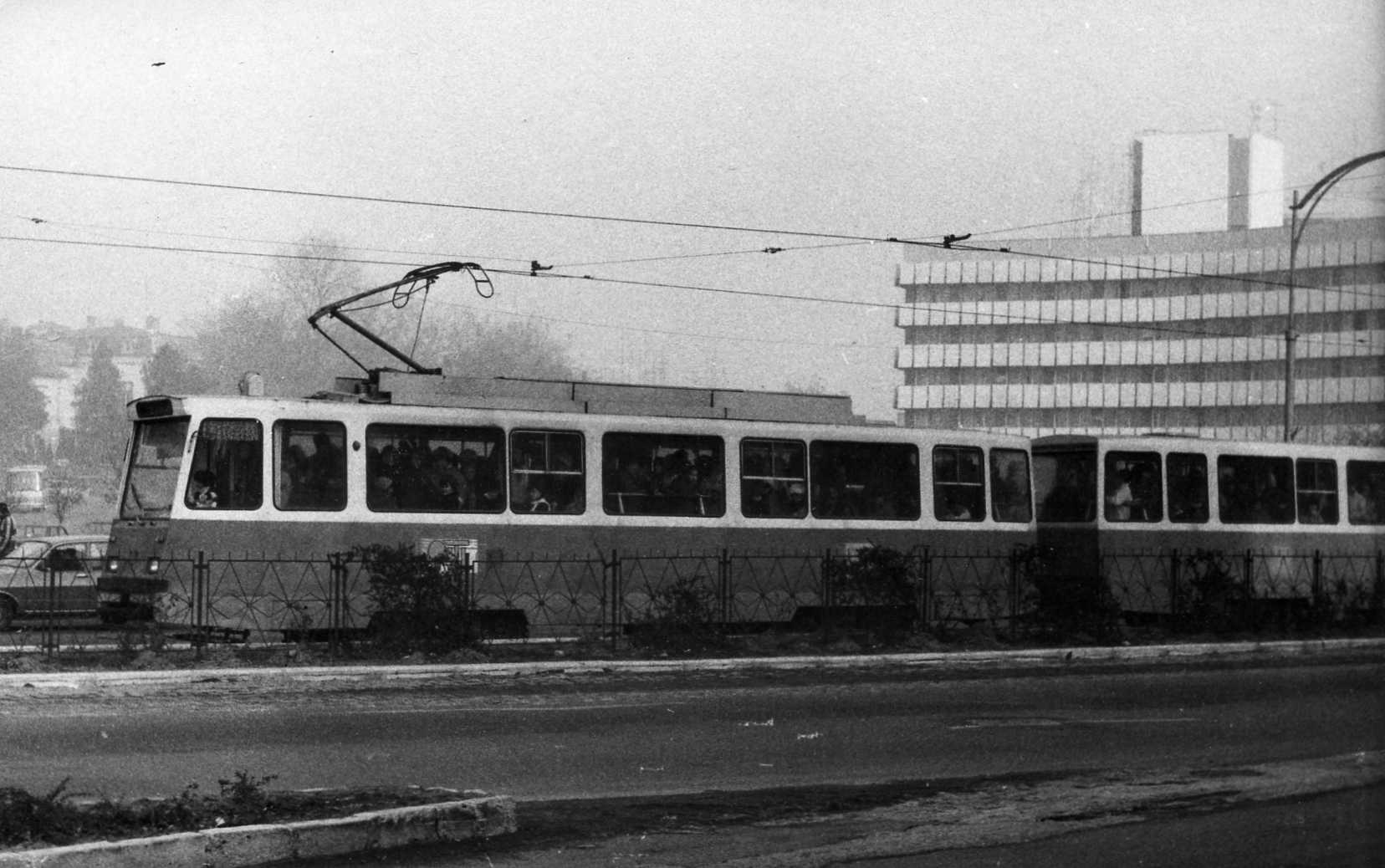
Craiova, 1988

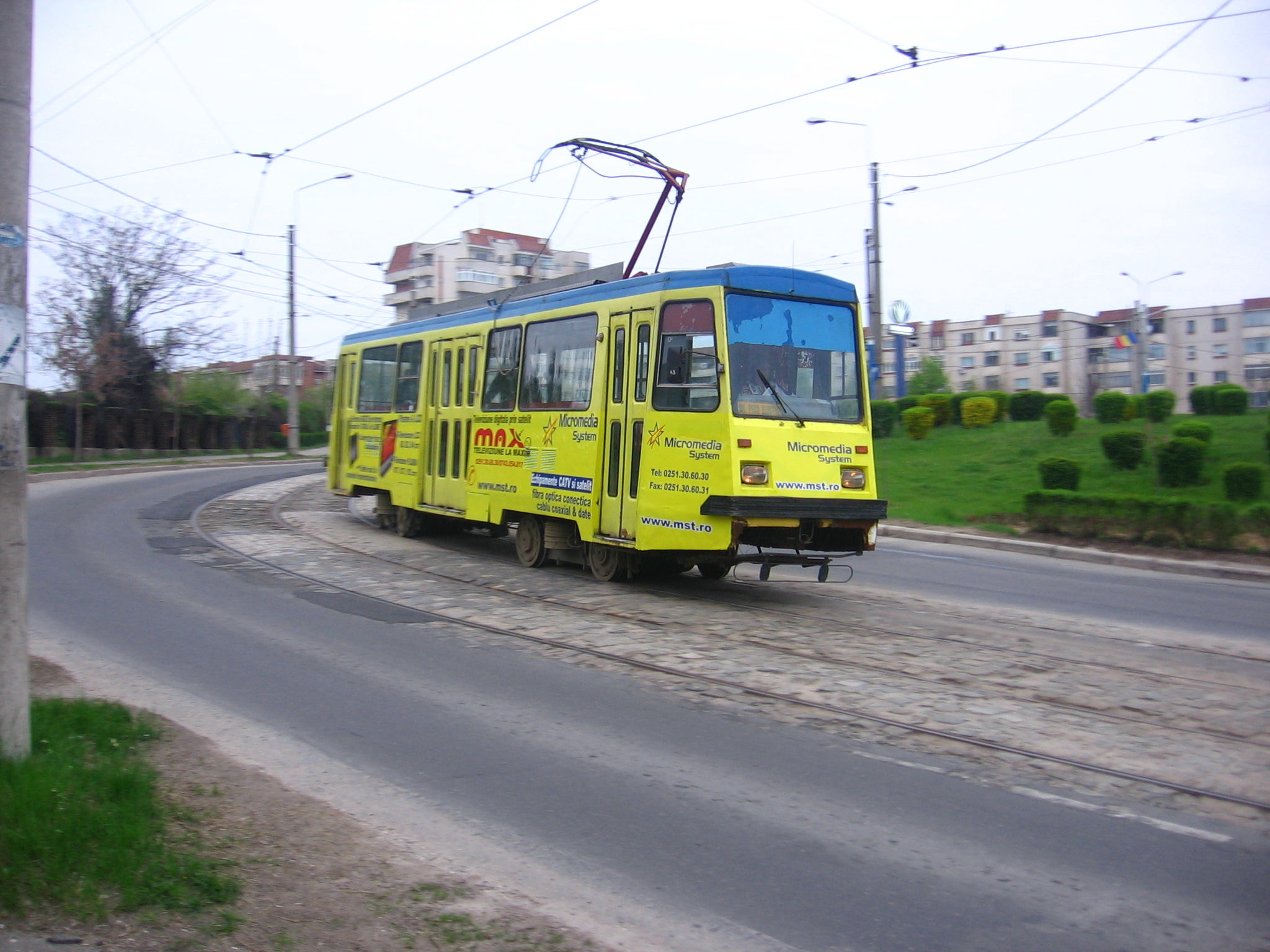
Craiova, 2006

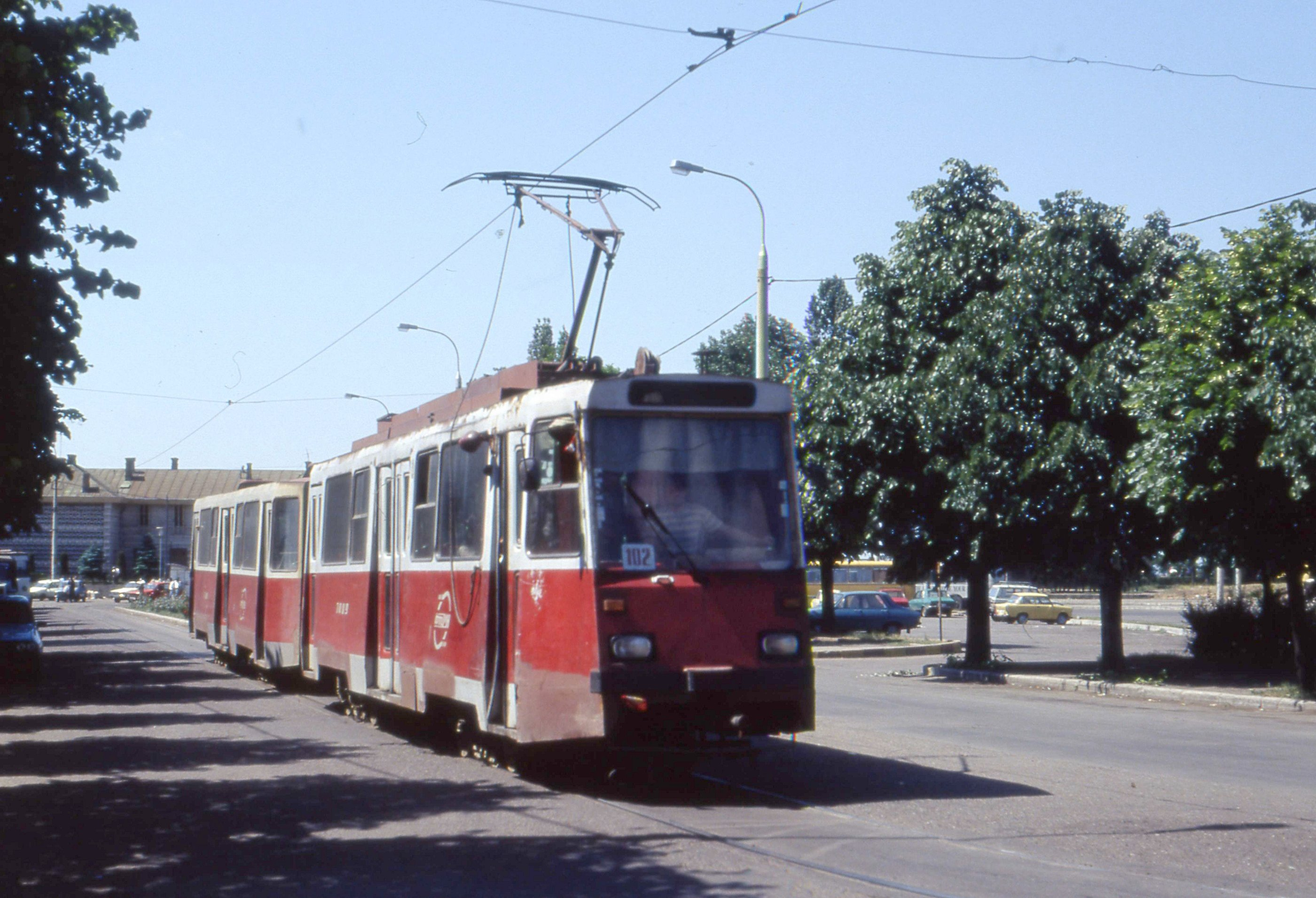
1994: Timiș-2-Zug in Ploiești, typisch für jene Epoche war der schlechte Erhaltungszustand der noch recht jungen Fahrzeuge

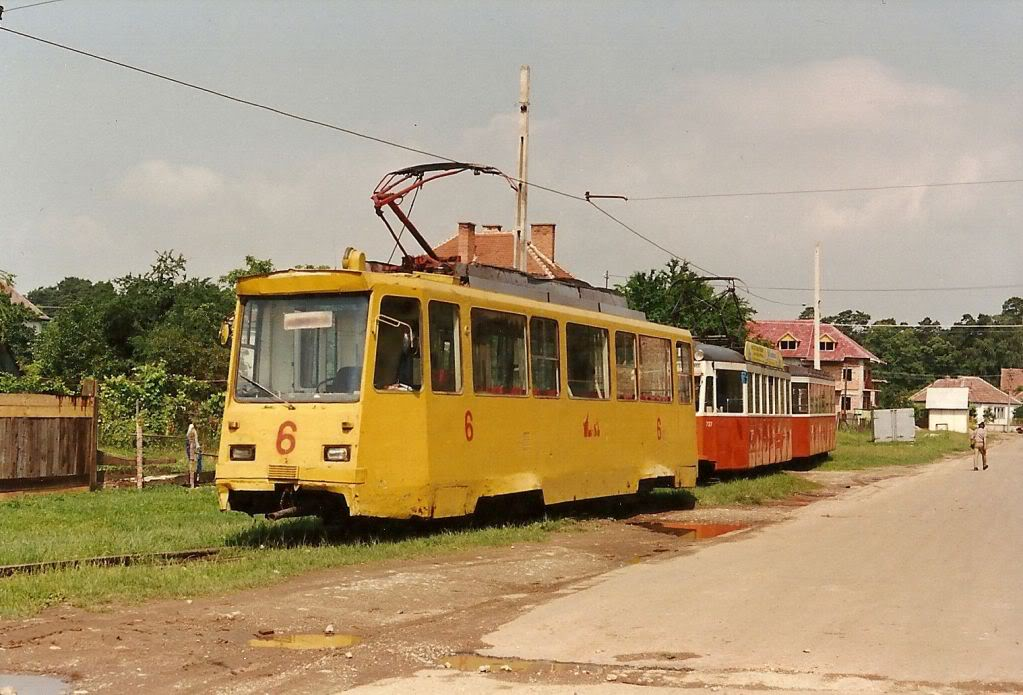
Sibiu: Wagen 6 im Jahr 1994

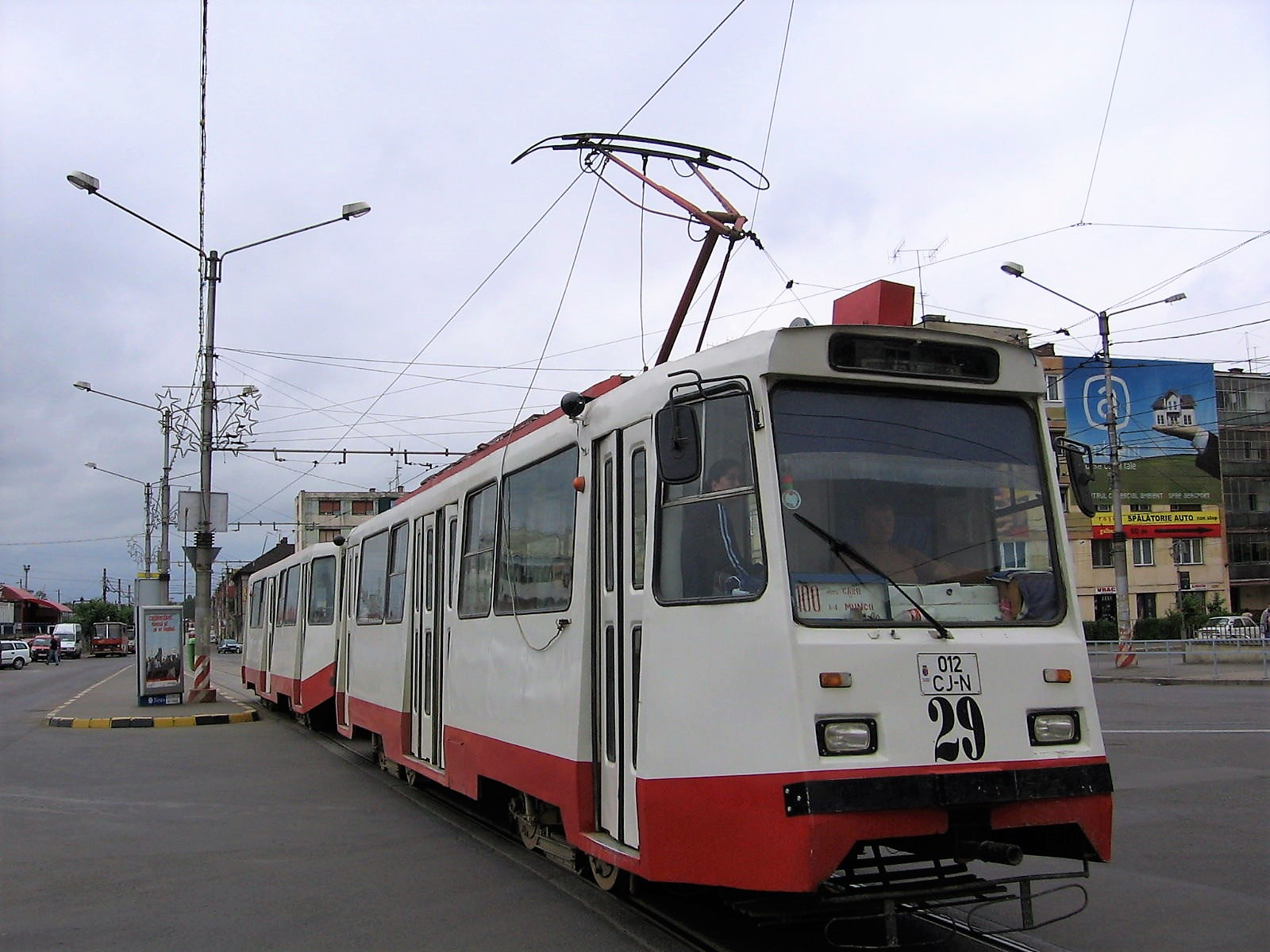
Cluj-Napoca war die letzte Stadt in der Timiș-2-Züge eingesetzt wurden, hier am 16. Juli 2006

Ab 1975 wurden auch weitere rumänische Städte wie folgt mit Timiș-2-Zügen beliefert, in Craiova, Oradea, Reșița und Sibiu bestand dabei einige Jahre lang der gesamte Wagenpark aus dieser Baureihe:
| Netz        | Unternehmen     | Spurweite | Spannung | Anzahl | Nummern | Baujahre               | im Einsatz        |
| ----------- | --------------- | --------- | -------- | ------ | --- | ---------------------- | ----------------- |
| Oradea      | O.T.L.          | 1435 mm   | 600 Volt | 054    | Tw: 64–76 Bw: 136–148 | 1975                   | bis Frühjahr 1998 |
| Oradea      | O.T.L.          | 1435 mm   | 600 Volt | 054    | Tw: 77–84 Bw: 149–156 | 1976                   | bis Frühjahr 1998 |
| Oradea      | O.T.L.          | 1435 mm   | 600 Volt | 054    | Tw: 85–89 Bw: 157–161 | 1977                   | bis Frühjahr 1998 |
| Oradea      | O.T.L.          | 1435 mm   | 600 Volt | 054    | Tw: 90–97 Bw: 162–169 | 1978                   | bis Frühjahr 1998 |
| Oradea      | O.T.L.          | 1435 mm   | 600 Volt | 054    | Tw: 98–100, 1–4 Bw: 170–172, 101–104 | 1979                   | bis Frühjahr 1998 |
| Oradea      | O.T.L.          | 1435 mm   | 600 Volt | 054    | Tw: 5–7 Bw: 105–107 | 1980                   | bis Frühjahr 1998 |
| Oradea      | O.T.L.          | 1435 mm   | 600 Volt | 054    | Tw: 8–11 Bw: 108–111 | 1982                   | bis Frühjahr 1998 |
| Oradea      | O.T.L.          | 1435 mm   | 600 Volt | 054    | Tw: 12–17 Bw: 112–117 | 1990, abgeliefert 1991 | bis Frühjahr 1998 |
| Brăila      | Braicar         | 1435 mm   | 600 Volt | 058    | Tw: 29–33 Bw: 39–43 | 1975                   | bis August 2005   |
| Brăila      | Braicar         | 1435 mm   | 600 Volt | 058    | Tw: 34–39 Bw: 44–49 | 1976                   | bis August 2005   |
| Brăila      | Braicar         | 1435 mm   | 600 Volt | 058    | Tw: 40–44 Bw: 50–54 | 1977                   | bis August 2005   |
| Brăila      | Braicar         | 1435 mm   | 600 Volt | 058    | Tw: 45–54 Bw: 55–64 | 1978                   | bis August 2005   |
| Brăila      | Braicar         | 1435 mm   | 600 Volt | 058    | Tw: 55–64 Bw: 65–74 | 1979                   | bis August 2005   |
| Brăila      | Braicar         | 1435 mm   | 600 Volt | 058    | Tw: 65–72 Bw: 75–82 | 1980                   | bis August 2005   |
| Brăila      | Braicar         | 1435 mm   | 600 Volt | 058    | Tw: 73–79 Bw: 83–89 | 1982                   | bis August 2005   |
| Brăila      | Braicar         | 1435 mm   | 600 Volt | 058    | Tw: 80, 81 und fünf weitere mit unbekannten Nummern in Zweitbesetzung Bw: 36, 37, 38 und vier weitere mit unbekannten Nummern in Zweitbesetzung       | 1990                   | bis August 2005   |
| Galați      | Transurb Galați | 1435 mm   | 750 Volt | 071    | Tw: 51–60 Bw: 101–110, später in 301–310 umnummeriert                                                                                                 | 1977                   | bis 1998          |
| Galați      | Transurb Galați | 1435 mm   | 750 Volt | 071    | Tw: 71–90 Bw: 311–330 | 1978                   | bis 1998          |
| Galați      | Transurb Galați | 1435 mm   | 750 Volt | 071    | Tw: 91–115 Bw: 331–355 | 1979                   | bis 1998          |
| Galați      | Transurb Galați | 1435 mm   | 750 Volt | 071    | Tw: 116–129 Bw: 356–369 | 1980                   | bis 1998          |
| Galați      | Transurb Galați | 1435 mm   | 750 Volt | 071    | Tw: 130+131 Bw: 370+371 | 1982                   | bis 1998          |
| Iași        | R.A.T.P.        | 1000 mm   | 600 Volt | 047    | Tw: 301–330 Bw: 301–330 | 1981                   | bis 2003          |
| Iași        | R.A.T.P.        | 1000 mm   | 600 Volt | 047    | Tw: 331–347 Bw: 331–347 | 1982                   | bis 2003          |
| Arad        | C.T.P. Arad     | 1000 mm   | 750 Volt | 044    | Tw: 1, 3, 5, 7, 9, 11, 13, 15 Bw: 2, 4, 6, 8, 10, 12, 14, 16                                                                                          | 1981                   | bis 2008          |
| Arad        | C.T.P. Arad     | 1000 mm   | 750 Volt | 044    | Tw: 17, 19, 21, 23, 25, 27, 29, 31, 33, 35 Bw: 18, 20, 22, 24, 26, 28, 30, 32, 34, 36                                                                 | 1982                   | bis 2008          |
| Arad        | C.T.P. Arad     | 1000 mm   | 750 Volt | 044    | Tw: 180, 182, 184 Bw: 181, 183, 185 | 1984                   | bis 2008          |
| Arad        | C.T.P. Arad     | 1000 mm   | 750 Volt | 044    | Tw: 186, 188, 190, 192, 194 Bw: 187, 189, 191, 193, 195                                                                                               | 1984 oder 1985         | bis 2008          |
| Arad        | C.T.P. Arad     | 1000 mm   | 750 Volt | 044    | Tw: 196, 198, 200, 202, 204, 206, 208 Bw: 197, 199, 201, 203, 205, 207, 209                                                                           | 1985                   | bis 2008          |
| Arad        | C.T.P. Arad     | 1000 mm   | 750 Volt | 044    | Tw: 210, 212, 214, 216, 218, 220, 222, 224, 226, 228, 230 Bw: 211, 213, 215, 217, 219, 221, 223, 225, 227, 229, 231                                   | 1986                   | bis 2008          |
| Sibiu       | Tursib          | 1000 mm   | 600 Volt | 04     | Tw: 5 Bw: 5 | 1985 oder 1986         | bis 1994          |
| Sibiu       | Tursib          | 1000 mm   | 600 Volt | 04     | Tw: 6–8 Bw: 6–8 | 1987                   | bis 1994          |
| Craiova     | R.A.T. Craiova  | 1435 mm   | 600 Volt | 049    | Tw: 001–021 Bw: 001–021 | 1987                   | bis Ende 2007     |
| Craiova     | R.A.T. Craiova  | 1435 mm   | 600 Volt | 049    | Tw: 022–037 Bw: 022–037 | 1988                   | bis Ende 2007     |
| Craiova     | R.A.T. Craiova  | 1435 mm   | 600 Volt | 049    | Tw: 038–049 Bw: 038–049 | 1989                   | bis Ende 2007     |
| Cluj-Napoca | R.A.T.U.C.      | 1435 mm   | 750 Volt | 039    | Tw: 01, 03, 05, 07, 09, 11, 13, 15, 17, 19, 21, 23, 25 Bw: 02, 04, 06, 08, 10, 12, 14, 16, 18, 20, 22, 24, 26                                         | 1987                   | bis Juni 2011     |
| Cluj-Napoca | R.A.T.U.C.      | 1435 mm   | 750 Volt | 039    | Tw: 27, 29, 31, 33, 35, 37, 39, 41, 43, 45, 47, 49, 51, 53, 55, 57, 59, 61 Bw: 28, 30, 32, 34, 36, 38, 40, 42, 44, 46, 48, 50, 52, 54, 56, 58, 60, 62 | 1988                   | bis Juni 2011     |
| Cluj-Napoca | R.A.T.U.C.      | 1435 mm   | 750 Volt | 039    | Tw: 63, 65, 67, 69, 71, 73, 75, 77 Bw: 64, 66, 68, 70, 72, 74, 76, 78                                                                                 | 1989                   | bis Juni 2011     |
| Ploiești    | R.A.T.P.        | 1435 mm   | 600 Volt | 020    | Tw: 7006, 7009, 7011–7012, 7015–7017, 7020 Bw: 7106, 7109, 7111+7112, 7115–7117, 7120                                                                 | 1987                   | bis 2002          |
| Ploiești    | R.A.T.P.        | 1435 mm   | 600 Volt | 020    | Tw: 7021+7022, 7025–7027, 7038–7040, 7043+7044, 7046, 7049 Bw: 7121+7122, 7125–7127, 7138–7140, 7143+7144, 7146, 7149                                 | 1988                   | bis 2002          |
| Reșița      | Prescom         | 1435 mm   | 750 Volt | 022    | Tw: 1, 3, 5, 7, 9, 11, 13, 15, 17, 19, 21 Bw: 2, 4, 6, 8, 10, 12, 14, 16, 18, 20, 22                                                                  | 1988                   | bis 1998          |
| Reșița      | Prescom         | 1435 mm   | 750 Volt | 022    | Tw: 23, 25, 27, 29, 31, 33, 35 Bw: 24, 26, 28, 30, 32, 34, 36                                                                                         | 1989                   | bis 1998          |
| Reșița      | Prescom         | 1435 mm   | 750 Volt | 022    | Tw: 37, 39, 41, 43 Bw: 38, 40, 42, 44 | 1990                   | bis 1998          |

Der Zug mit der Fabriknummer 100 verließ im April 1977 die Produktionshalle, davon verblieben 65 Einheiten in Timișoara, 21 gingen nach Oradea und 14 nach Brăila.
Reșița hatte ursprünglich 28 Züge bestellt, die damals zusammen 188.159.000 Rumänische Lei respektive 47.000.000 US-Dollar kosten sollten, nahm aber letztlich nur 22 Züge ab. Die sechs aufgrund mangelhafter Qualität stornierten Garnituren verblieben bei der Straßenbahn Timișoara und gingen laut dem Magazin Stadtverkehr dort 1990 zusammen mit den Zügen 360-130, 361–131, 362–132 und 363–133 auch in Betrieb. Tatsächlich wurden sie zwar in die damals aktuelle Timișoaraer Farbgebung umlackiert, kamen aber nach mehrmonatiger Abstellung 1991 nach Oradea. Dort gelangten sie, immer noch im Timișoaraer Design, erstmals in den Fahrgastbetrieb. Im Juli 1991 waren sie bereits im Einsatz.
Brăila besaß Anfang der 1980er Jahre zunächst 48 Züge, deren Zahl sich durch eine 1982 erfolgte Nachbeschaffung auf 51 erhöhte. Eine weitere Lieferung von sieben Zügen führte schließlich 1990 zur Ausmusterung von fünf Triebwagen und vier Beiwagen, so dass damals noch 53 Triebwagen mit den Nummern 29–81 und 54 Beiwagen mit den Nummern 36–89 zur Verfügung standen. Brăila war damit die einzige Stadt, die ältere Timiș-2-Wagen durch fabrikneue ersetzte.
Ferner bestellte die mittlerweile wieder stillgelegte Straßenbahn Brașov zur Betriebseröffnung im September 1987 ebenfalls 30 Timiș-2-Züge. Aus unbekannten Gründen erhielt die Stadt jedoch ab Sommer 1987 Bukarester Gelenkwagen zugeteilt, so dass dort schließlich gar keine Wagen von Electrometal Timișoara verkehrten.

## Modifikationen im Laufe der Jahre

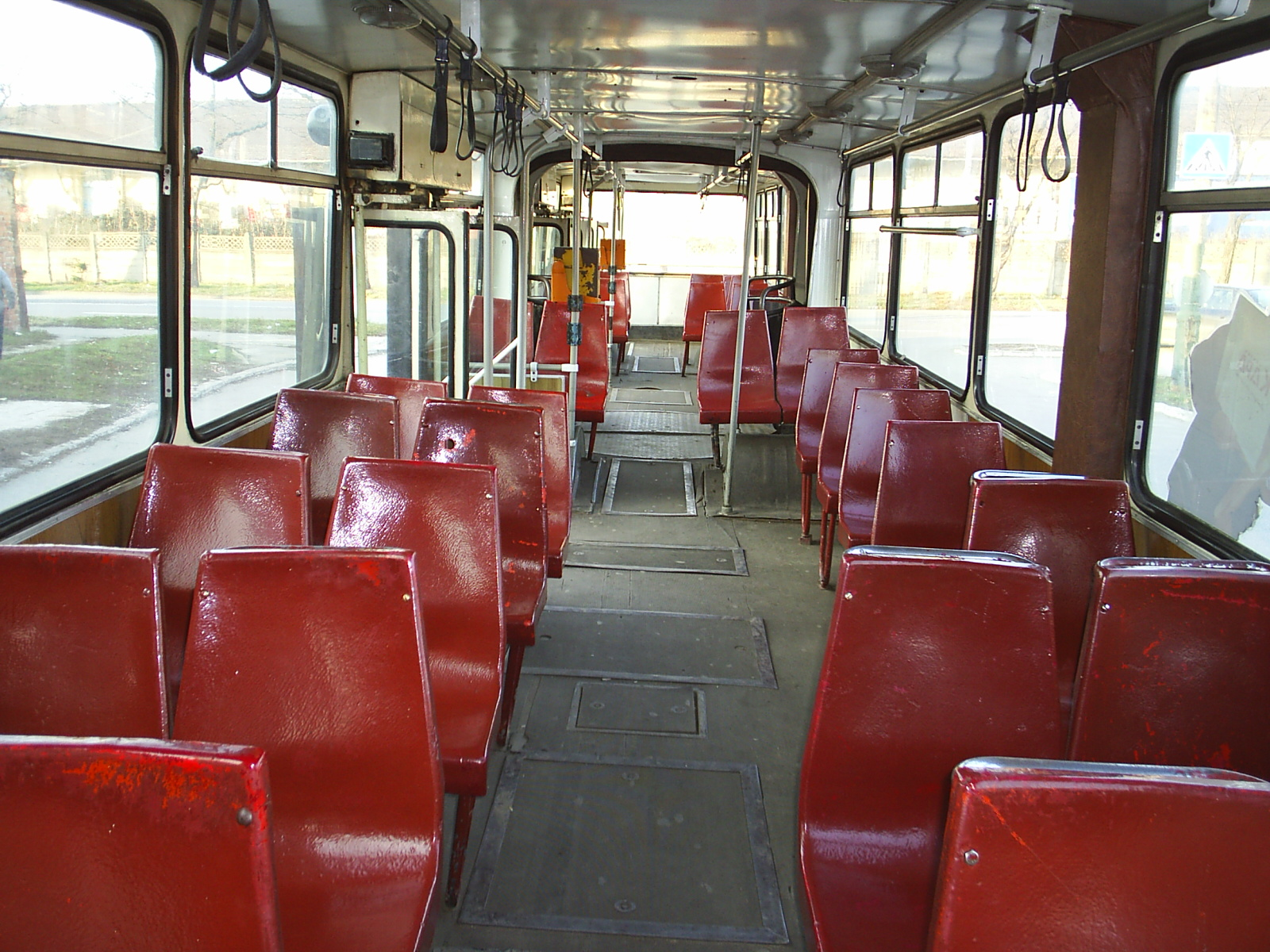
Timiș-2-Sitzschalen aus Fiberglas, in diesem Fall weiterverwendet in einem Rocar-Oberleitungsbus

Charakteristisch für die Timiș-2-Züge war die Tatsache, dass sie über den vergleichsweise langen Produktionszeitraum von zwanzig Jahren nahezu unverändert produziert wurden und deshalb insbesondere in den 1980er Jahren als technisch veraltet galten. Modifikationen gab es nur bei bestimmten Details, die im Folgenden aufgeführt sind, unterschiedliche Typenbezeichnungen für die verschiedenen Varianten existierten nicht:
- Die zuerst gebauten Züge (bis mindestens Zug 234–4) hatten zur Vermeidung von Zugluft nur auf der Fensterseite Klappfenster, nicht jedoch auf der Türseite. Bei den später gebauten Zügen wurden dann jedoch auf beiden Seiten Klappfenster eingebaut.

- Die ersten fünf Züge besaßen elektrisch bediente Türen. Bedingt durch Fahrgäste, die sich auf den Treppen stauten und den Schließvorgang behinderten, konnten die Elektromotoren ihrer Aufgabe jedoch nicht nachkommen und überhitzten häufig. Aus diesem Grund entschieden sich die Verantwortlichen ab Zug 236–6 für pneumatische Türen.

- 1974 kündigte die rumänische Seite das Joint Venture mit Kiepe und stellte ab dem 15. gebauten Zug auf einheimische Elektrik um. Diese lieferte fortan der – spätere Kompletthersteller – Electrometal Timișoara zu.

- Bis zum 1976 gebauten Zug 289–59 wurden in die Timiș-2-Züge zweigeteilte gelbe Plastik-Sitze eingebaut, hierbei waren Lehne und Sitzfläche voneinander getrennt. Nachdem dann 1977 Electrometal Timișoara die Produktion übernommen hatte, erhielten sie alternativ aus einem Stück bestehende Sitzschalen aus Fiberglas in roter Farbe, wie sie auch in den Bukarester V3A-Zügen verbaut waren. Anschließend wurden auch alle älteren Sitze rot lackiert.

- Nur bei einigen Züge wurden im Bereich der – vom Fahrgastraum abgeschlossenen – Fahrerkabine Schiebefenster eingebaut, diese konnten zur besseren Belüftung der Fahrerkabine in der oberen Fensterhälfte geöffnet werden. Weder die ersten noch die letzten produzierten Züge verfügen jedoch über dieses Merkmal; wie viele Züge in dieser Variante geliefert wurden beziehungsweise ob es später diesbezügliche Umbauten gab, ist nicht überliefert.

- Bei den zuletzt produzierten Wagen montierte der Hersteller kurz hinter der ersten Türe auf Höhe der oberen Fensterkante einen nach hinten gerichteten Scheinwerfer. Dieser diente zur besseren Überwachung des Fahrgastwechsels bei Dunkelheit, insbesondere sollte verhindert werden, dass in den Türen eingeklemmte Fahrgäste mitgeschleift werden.

### 1981: Importbeschränkung, Meterspurversion und Facelift
Zu Beginn der 1980er Jahre verfolgte die damalige rumänische Staatsführung unter Nicolae Ceaușescu das Ziel, das Land wirtschaftlich weitgehend autark zu machen. Ziel war hierbei insbesondere, mit den wenigen vorhandenen Devisen alte Schulden zurückzubezahlen und ausgleichend dafür weitgehend auf teure Importe zu verzichten. Diese Restriktionen wirkten sich auch auf den Verkehrssektor aus. Infolgedessen mussten damals bestimmte, zuvor aus dem Ausland bezogene, Metalle durch einheimischen Stahl ersetzt werden. So durfte beispielsweise beim Bau von Straßenbahnwagen, Oberleitungsbussen und Omnibussen kein Aluminium mehr verwendet werden. Von diesem Problem war auch die Produktion der Timiș-2-Züge betroffen. Die Restriktion führte unter anderem dazu, dass die älteren Züge aus den 1970er Jahren qualitativ besser waren als die zuletzt produzierten. Dies wiederum hatte zur Folge, dass viele der in den 1980er Jahren gebauten Wagen nach nur wenigen Einsatzjahren wieder aus dem Bestand schieden.
Des Weiteren führten die Einfuhrbeschränkungen dazu, dass Rumänien 1981 auch den Import von Tatra-Straßenbahnwagen beendete. Da jedoch die beiden relativ großen Meterspur-Betriebe in Arad und Iași weiterhin moderne Straßenbahnwagen in hohen Stückzahlen benötigten und die Bukarester Hauptwerkstätte nur normalspurige Wagen herstellte, fragte die I.J.T.L. Iași im vierten Quartal 1980 bei Electrometal Timișoara eine Schmalspur-Version des Timiș 2 an. Diese konstruierten die Timișoaraer Ingenieure relativ kurzfristig und lieferten bereits im Februar 1981 die ersten beiden Probezüge nach Iași. Wichtigster Unterschied zur Normalspurversion war hierbei der Drehgestellrahmen, der die Räder von außen umschloss.
Die Umstellung auf heimische Zulieferer führte ferner in den Jahren 1980 bis 1982 zu einem kleinen Facelift, das folgende Neuerungen beinhaltete:
- Im Bereich der Drehgestelle erhielten die Wagenkästen ab 1980 eine Aussparung, um den Kurvenausschlag zu verbessern und die Wartung zu erleichtern. Nach der Revolution von 1989 versahen die meisten Betriebe auch ihre älteren Züge nachträglich mit diesen Aussparungen.
- Statt der bisherigen kleinen würfelförmigen Liniennummernanzeige – die auf den Wagenkasten aufgesetzt war – erhielten die Triebwagen ab 1981 eine neue breite kombinierte Liniennummern- und Linienzielanzeige. Sie war oberhalb der Fahrerkabine in den Wagenkasten integriert und von der Fahrerkabine aus zugänglich, das heißt der Fahrer konnte bei Bedarf selbst das Schild tauschen. Jedoch wurde sie nur in Cluj-Napoca und Oradea tatsächlich auch zur Angabe des Linienziels genutzt, die übrigen Städte nutzten sie nur als Liniennummernanzeige oder gar nicht.
- Der Führerstand war fortan durch eine Trennwand zum Fahrgastraum hin abgeschlossen, diese wurde ab 1981 auch bei allen älteren Wagen nachgerüstet.
- Die bisher verwendeten Klappfenster – die im oberen Fensterviertel gekippt werden konnten – wurden im Laufe des Jahres 1982 durch Schiebefenster im Bereich der oberen Fensterhälfte ersetzt.
- Der Innenraum erhielt eine neue Beleuchtung mit deutlich kürzeren Leuchtröhren.
- Die zuvor blanken Metall-Haltestangen im Innenraum wurden fortan mit grünen beziehungsweise später grauen Schrumpfschläuchen überzogen.
- Unterhalb der Frontscheibe verfügten die Triebwagen fortan über zwei Haltegriffe aus Plastik.

## Sonderformen: Solowagen, Dreiwagenzüge und Überlandvariante

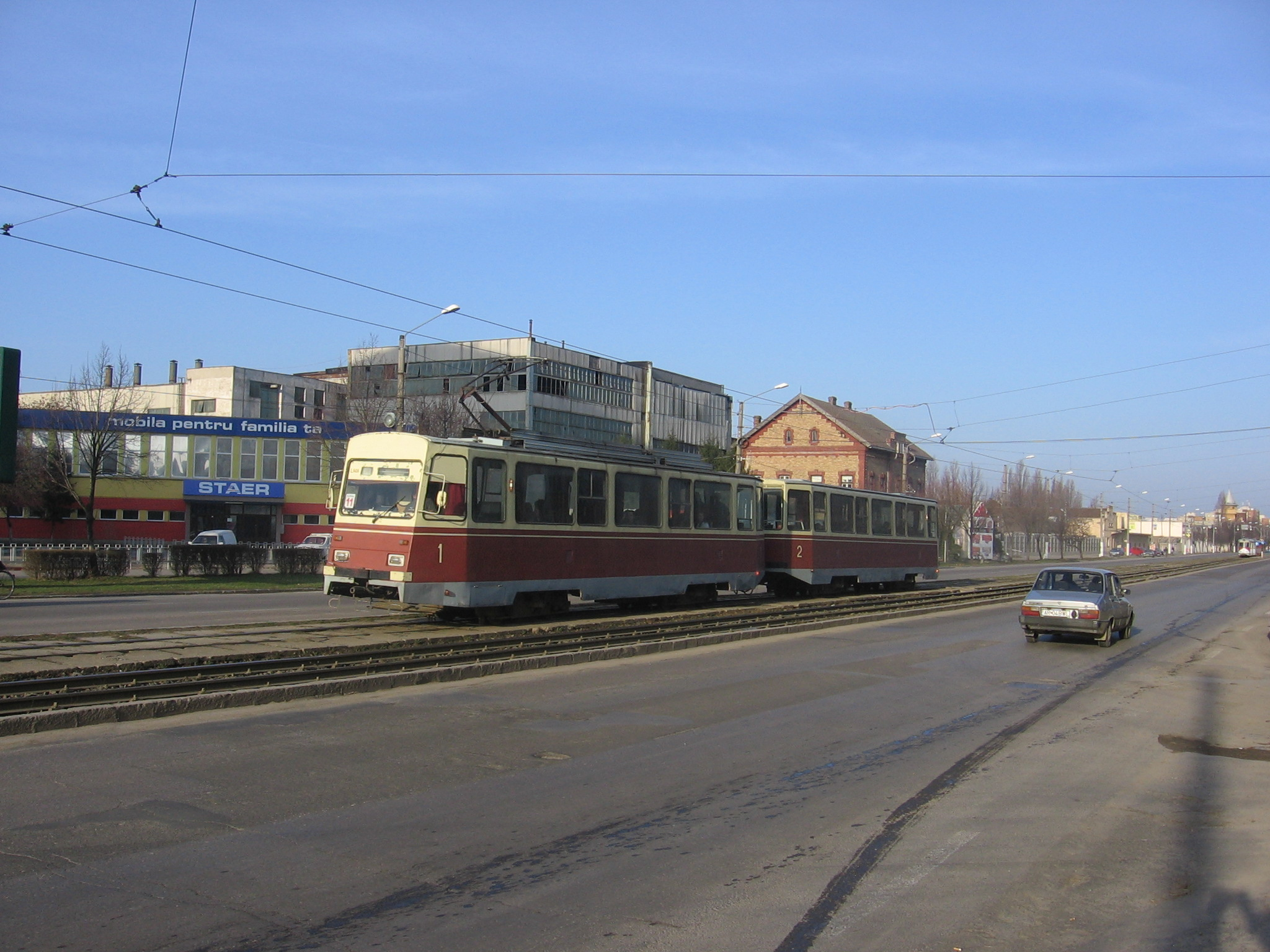
2006: einer der letzten Arader Timiș-2-Züge, er wurde 1996/97 zu einer Überlandausführung umgebaut

In aller Regel verkehrten die Timiș 2 als Komposition aus Triebwagen und einem Beiwagen. Jedoch waren sie in Timișoara während der Energiekrise der 1980er Jahre, in der Zeit unmittelbar nach der Revolution sowie in ihren letzten Einsatzjahren auf den Linien 2, 3, 5, 6, 7 und 8 auch solo anzutreffen. Ebenso verkehrten sie in den letzten Einsatzjahren auch in Brăila, Cluj-Napoca, Craiova, Galați, Iași, Reșița und Sibiu teilweise ohne Beiwagen. Ursächlich für den Solo-Einsatz waren unter anderem defekte Motoren, das heißt bei den solo verkehrenden Triebwagen wurde jeweils eines der beiden Triebdrehgestelle provisorisch durch ein antriebsloses Drehgestell des abgestellten Beiwagens ersetzt.
In Galați bildete die Straßenbahngesellschaft aufgrund zahlreicher schadhafter Triebwagen schon ab 1981 Timiș-2- und Tatra-T3R-Dreiwagenzüge mit zwei Beiwagen für den Berufsverkehr zum Eisenhüttenkombinat C.S.G. Dieser Verkehr bedeutete für die Wagen Höchstbelastungen, die insbesondere den schwach motorisierten Timiș-2-Wagen schlecht bekamen. Die Züge hatten zwar eine gute Aufnahmefähigkeit, konnten aber nur relativ langsam fahren. In vollbesetztem Zustand konnte beispielsweise die Rampe zur Brücke über den Fluss Siret nur mit Schrittgeschwindigkeit befahren werden. Diesem Vorbild folgte ab 1989 auch Iași und bildete gleichfalls Dreiwagenzüge, die ebenfalls nur vergleichsweise geringe Geschwindigkeiten erreichten. Anders als in Galați bewährten sich die Dreiwagenzüge dort allerdings nicht, da die Züge an Rampen und Steigungen hängenblieben. In Iași waren nie mehr als vier solcher Züge gleichzeitig im Einsatz, bevor diese im Laufe des Jahres 1991 alle wieder aufgelöst wurden. Bei den Dreiwagenzügen war der zusätzliche zweite Beiwagen per Kupplungsstange fest mit dem ersten Beiwagen verbunden, während Trieb- und erster Beiwagen – wie bei allen Timiș-2-Zügen üblich – durch eine Mittelpufferkupplung verbunden waren.
Die Arader Verkehrsgesellschaft C.T.P. ließ in der zweiten Hälfte der 1990er Jahre zwei ihrer Timiș-2-Züge bei Astra für die Überlandstraßenbahn nach Ghioroc umbauen. Hierzu erhielten die Garnituren 1+2 (umgebaut 1996/1997) und 15+16 (umgebaut 1998) eine komfortablere Innenausstattung mit gepolsterten Kunstledersitzen, Gepäcknetzen und Vorhängen. Außerdem erhöhte man den Sitzplatzanteil, indem eine 2+1-Bestuhlung eingebaut und der mittlere Einstieg entfernt wurde.
Darüber hinaus modernisierten auch Craiova (elf Züge zwischen 1993 und 1995 beim örtlichen Unternehmen Electroputere) und Cluj-Napoca (drei Züge zwischen 1998 und 2000 beim örtlichen Unternehmen Remarul 16 Februarie, davon einer mit Chopper-Steuerung) einen Teil ihrer Garnituren um deren Lebensdauer zu erhöhen. In Iași erhielten ferner 16 Zweiachserzüge des Typs V56 noch 1991 neue Aufbauten unter Verwendung von Bauteilen ausgemusterter Timiș-2-Züge.

## Schaffnerbetrieb und Fahrgastfluss
Da die Straßenbahn Timișoara noch bis zum 1. Oktober 1975 mit Schaffnern betrieben wurde, waren auch die Timiș-2-Züge für den Schaffnerbetrieb mit Fahrgastfluss ausgelegt. Als Besonderheit befand sich das fest eingebaute Schaffnerpult dabei nicht – wie bei Großraumwagen allgemein üblich – beim hinteren Einstieg auf der Türseite, sondern in der Mitte des Wagens und auf der Fensterseite. Aus diesem Grund war in der Mitte der Wagen eine Doppeltüre angeordnet, der Schaffner fertigte dabei die nach links und rechts aufrückenden Fahrgäste gleichzeitig ab. Dieses Prinzip übernahmen die Konstrukteure von der Baureihe V954 von Electroputere.
Nach der Umstellung der Timișoaraer Straßenbahn auf schaffnerlosen Betrieb verschwanden die Schaffnerpulte schließlich zugunsten zusätzlicher Stehplätze. Auf die Türbedienung hatte die Umstellung auf schaffnerlosen Betrieb hingegen keinen Einfluss, diese erfolgte bereits von Beginn an direkt durch den Fahrer. Die doppelte Mitteltür wurde unabhängig davon auch noch bei allen später entstandenen Zügen verbaut. Um die Fahrgastwechselzeiten zu minimieren, wurde den Fahrgästen mittels Aufschriften weiterhin empfohlen, in der Mitte einzusteigen und die anderen beiden Türen nur zum Ausstieg zu nutzen.

## Lackierung
Als Besonderheit wurden alle bis Mitte 1986 produzierten Timiș-2-Züge in der in Timișoara üblichen Lackierung ausgeliefert. Hierbei waren Dach- und Fensterbereich cremefarben, die Seitenflächen unterhalb der Fenster dunkelgelb und die Schürzen weiß lackiert. Ergänzend verlief unterhalb der Fensterkante ein umlaufender schwarzer Zierstreifen. Die ab Mitte 1986 gelieferten Züge für die damals neueröffneten Straßenbahnbetriebe sowie die drei nachgelieferten Züge für Sibiu erhielten hingegen individuelle Farbgebungen, wobei seinerzeit auch in Timișoara selbst ein neues Schema eingeführt wurde:
| Cluj-Napoca: | Fensterband gelb, Rumpf orange in der oberen und rot in der unteren Hälfte, Schürzen dunkelgrau |
| Craiova:     | Fensterband creme, Rumpf rot, Schürzen dunkelgrau                                               |
| Ploiești:    | Fensterband und Schürzen lichtgrau, Rumpf weinrot                                               |
| Reșita:      | Fensterband und Schürzen hellblau, Rumpf weiß                                                   |
| Sibiu:       | einheitlich gelb                                                                                |
| Timișoara:   | Fensterband und Schürzen lichtgrau, Rumpf zitronengelb                                          |

Allerdings lackierten später auch alle anderen Betriebe ihre Züge im Laufe der Jahre in individuelle Hausfarben um, so dass die Ursprungslackierung ab Mitte der 1990er Jahre nur noch in Timișoara selbst anzutreffen war. Außerdem noch vereinzelt in Brăila, dort allerdings nachträglich um individuelle dunkelgrüne Zierstreifen ergänzt.

## Nummerierung
Jedem Timiș-2-Triebwagen war bereits ab Werk ein bestimmter Beiwagen fest zugeordnet, dies war auch anhand der Betriebsnummer zu erkennen:
| Craiova, Iași und Sibiu:      | Triebwagen und Beiwagen trugen jeweils die gleiche Nummer                                                          |
| Arad, Cluj-Napoca und Reșita: | Nummer des Beiwagens um einen Zähler höher als die Nummer des Triebwagens                                          |
| Brăila:                       | Nummer des Beiwagens zunächst um zwölf, später um zehn Zähler höher als die Nummer des Triebwagens                 |
| Oradea:                       | Nummer des Beiwagens zunächst um 72, später um 100 Zähler höher als die Nummer des Triebwagens                     |
| Ploiești:                     | Nummer des Beiwagens um 100 Zähler höher als die Nummer des Triebwagens                                            |
| Galați:                       | Nummer des Beiwagens zunächst um 50, später um 240 beziehungsweise 250 Zähler höher als die Nummer des Triebwagens |
| Timișoara:                    | Nummer des Beiwagens um 230 Zähler niedriger als die Nummer des Triebwagens                                        |

In der Praxis führte der in der Regel hohe Schadbestand jedoch dazu, dass die Garnituren – insbesondere in den späten 1980er und frühen 1990er Jahren – nur sehr selten passend zusammengestellt waren. Die vielen Ausmusterungen führten außerdem zu zahlreichen neu gebildeten Garnituren und entsprechenden Umnummerierungen.

## Erhaltene Wagen

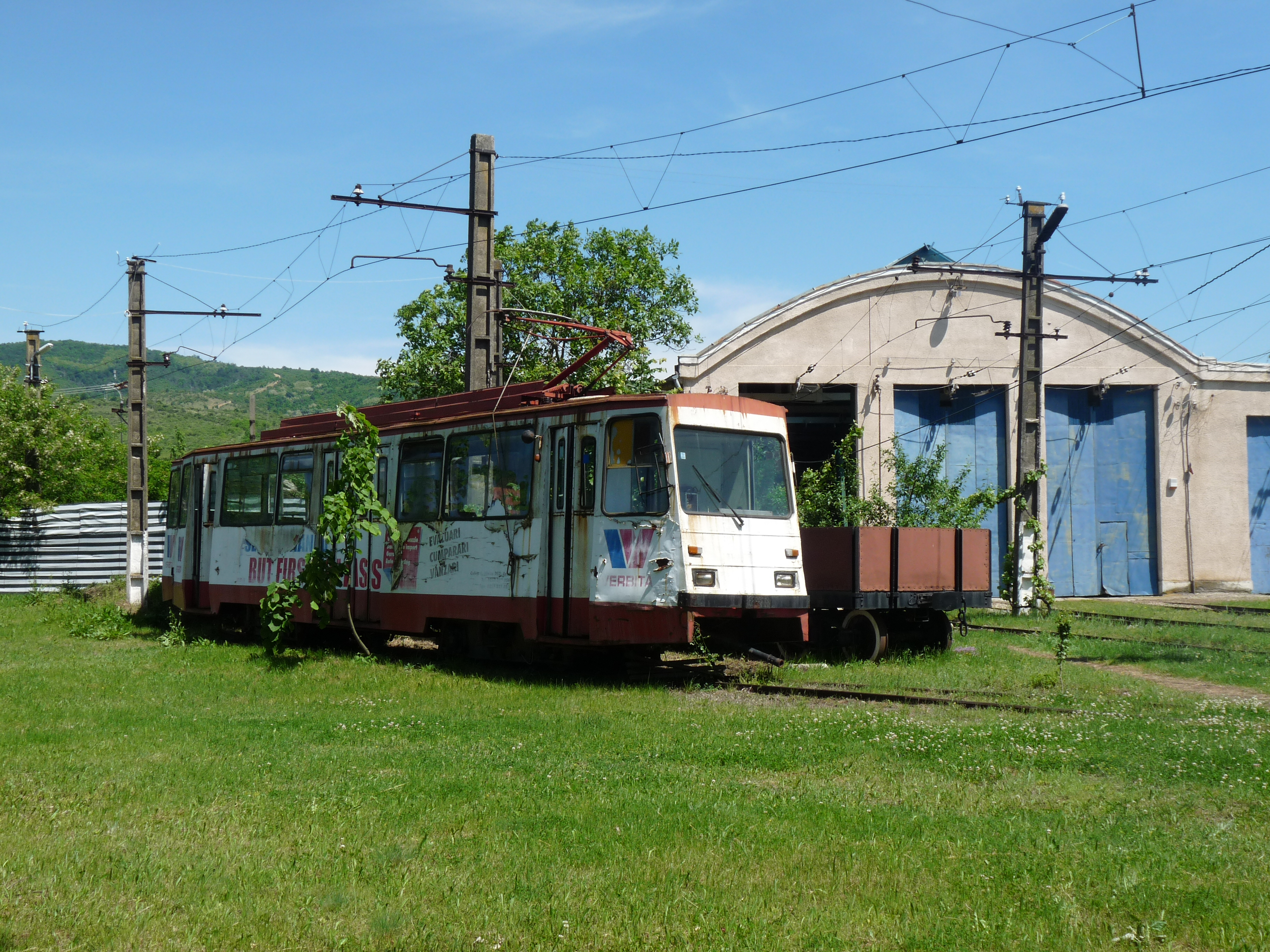
Der Arader Zug 31-32 in Ghioroc, 2017

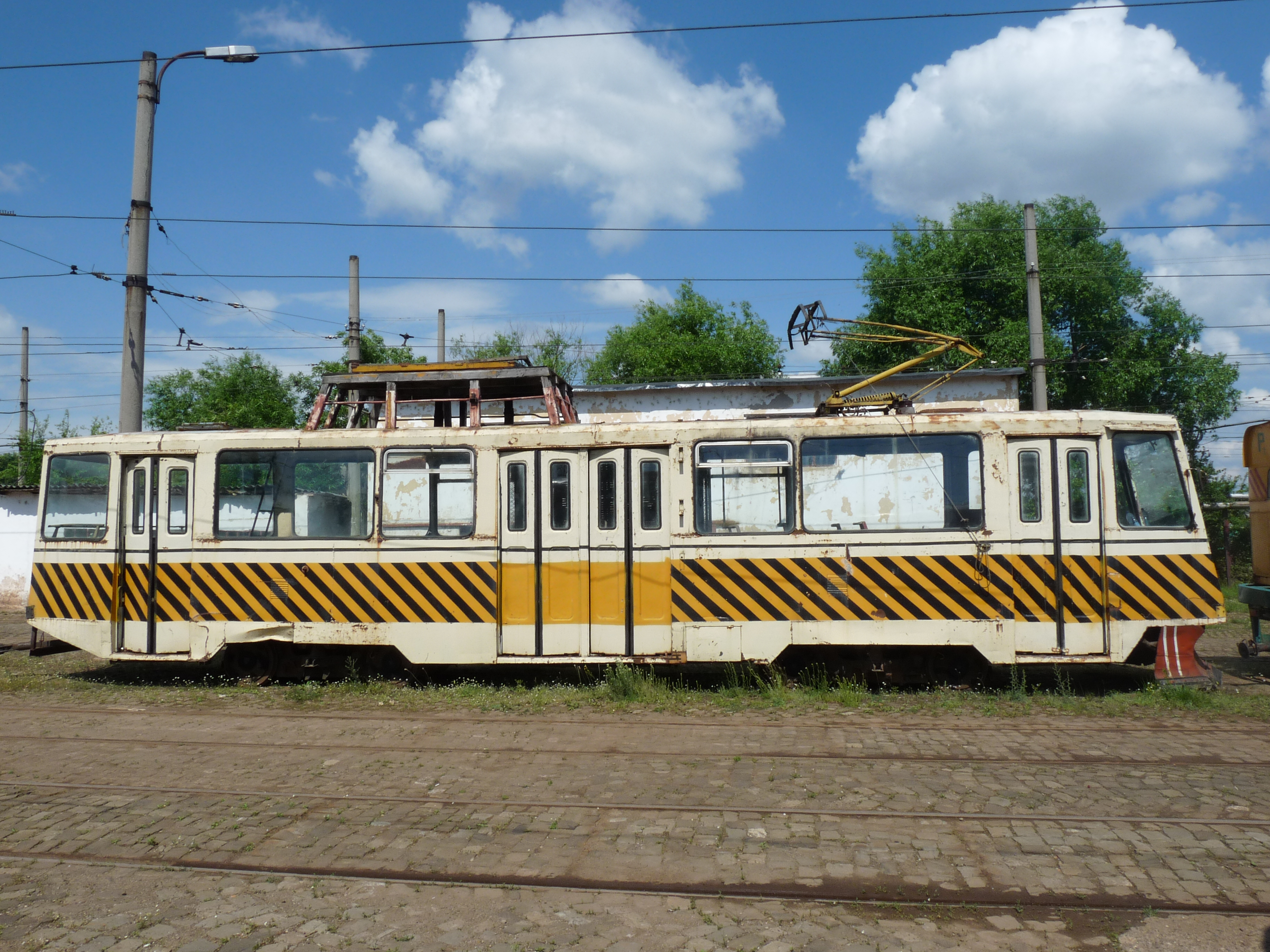
Turmwagen 69 in Brăila, 2017

Folgende Timiș 2 blieben als Arbeitswagen oder Museumsstraßenbahn erhalten (Stand 2023):
| Arad:        | Triebwagen 31 (vorgesehen als Museumswagen, abgestellt im Depot Ghioroc) Beiwagen 32 (vorgesehen als Museumswagen, abgestellt im Depot Ghioroc) |
| Brăila:      | Triebwagen 69 (Turmwagen) |
| Cluj-Napoca: | Triebwagen 01 (vorgesehen als Museumswagen) Beiwagen 01 (vorgesehen als Museumswagen) Beiwagen 33 (Turmwagen) |
| Galați:      | Triebwagen 57 (vorgesehen als Museumswagen) |
| Iași:        | Triebwagen 341 (Schneepflug) Triebwagen 342 (vorgesehen als Museumswagen) Beiwagen 342 (vorgesehen als Museumswagen) |
| Ploiești:    | Triebwagen 5008 (Schneepflug) |
| Timișoara:   | Triebwagen 252 (Rangiertriebwagen, ehemals Nummer 288) Triebwagen 263 (Transportwagen mit offener Ladefläche, ehemals Nummer 322) Triebwagen 271 (Entstörwagen mit verblechten Mitteltüren, ehemals Nummer 303) Triebwagen 311 (Museumswagen, ehemals Nummer 360) Triebwagen 334 (Rundfahrtwagen mit Klimaanlage und Holzbestuhlung) Triebwagen 343 (zuletzt Entstörwagen mit verblechten Mitteltüren, abgestellt im ehemaligen Trolleybusdepot an der Strada Gelu) Triebwagen 346 (Museumswagen) Triebwagen 351 (abgestellt im ehemaligen Trolleybusdepot an der Strada Gelu) Triebwagen 353 (abgestellt im ehemaligen Trolleybusdepot an der Strada Gelu) Triebwagen 360 (abgestellt im ehemaligen Trolleybusdepot an der Strada Gelu) Triebwagen 363 (zuletzt Rangiertriebwagen, abgestellt im ehemaligen Trolleybusdepot an der Strada Gelu) Beiwagen 125 (Museumswagen) Beiwagen 133 (Museumswagen) |